# Фінал кубка СРСР з футболу 1952
13-й фінал кубка СРСР відбувся на стадіоні «Динамо» в Москві 2 листопада 1952 року. У грі взяли участь місцеві команди «Спартак» і «Торпедо». На матчі були присутні 80 тисяч глядачів. Вдруге кубок здобули московські «автозаводівці».

## Претенденти
«Спартак» (Москва)
- Чемпіон СРСР (4): 1936 (o), 1938, 1939, 1952.
- Володар кубка СРСР (5): 1938, 1939, 1946, 1947, 1950.

«Торпедо» (Москва)
- Володар кубка СРСР (1): 1949.

## Деталі
| 2.11.1952 |

| «Торпедо» М | 1 – 0 | «Спартак» М |
| ----------- | ----- | ----------- |
| Петров 89'  | Звіт  |             |

| «Динамо» (Москва) Глядачів: 80 000 Арбітр: Микола Латишев (Москва) |

| ТОРПЕДО       |                  |     |
|               |                  |     |
| ВР            | Олег Михайлов    |     |
| ЗХ            | Михайло Бичков   |     |
| ЗХ            | Августін Гомес   |     |
| ЗХ            | Лев Тарасов      |     |
| ПЗ            | Павло Саломатін  |     |
| ПЗ            | Юрій Чайко       |     |
| НП            | Віталій Вацкевич |     |
| НП            | Борис Хренов     | 60' |
| НП            | Валентин Петров  |     |
| НП            | Борис Сафронов   |     |
| НП            | Юрій Золотов     |     |
| Заміна:       |                  |     |
| ЗХ            | Лев Самохін      | 60' |
| Тренер:       |                  |     |
| Віктор Маслов |                  |     |

| СПАРТАК        |                    |     |
|                |                    |     |
| ВР             | Володимир Чернишов |     |
| ЗХ             | Микола Тищенко     |     |
| ЗХ             | Віктор Бєлов       |     |
| ЗХ             | Юрій Сєдов         |     |
| ПЗ             | Олег Тімаков       |     |
| ПЗ             | Ігор Нетто         |     |
| НП             | Олексій Парамонов  |     |
| НП             | Микола Паршин      |     |
| НП             | Микита Симонян     |     |
| НП             | Микола Дементьєв   |     |
| НП             | Валентин Ємишев    | 75' |
| Заміна:        |                    |     |
| НП             | Анатолій Ільїн     | 75' |
| Тренер:        |                    |     |
| Василь Соколов |                    |     |